# Camellia dongnaicensis
Camellia dongnaicensis là một loài thực vật có hoa trong họ Theaceae. Loài này được Orel mô tả khoa học đầu tiên năm 2006.